# Thomas Lettow

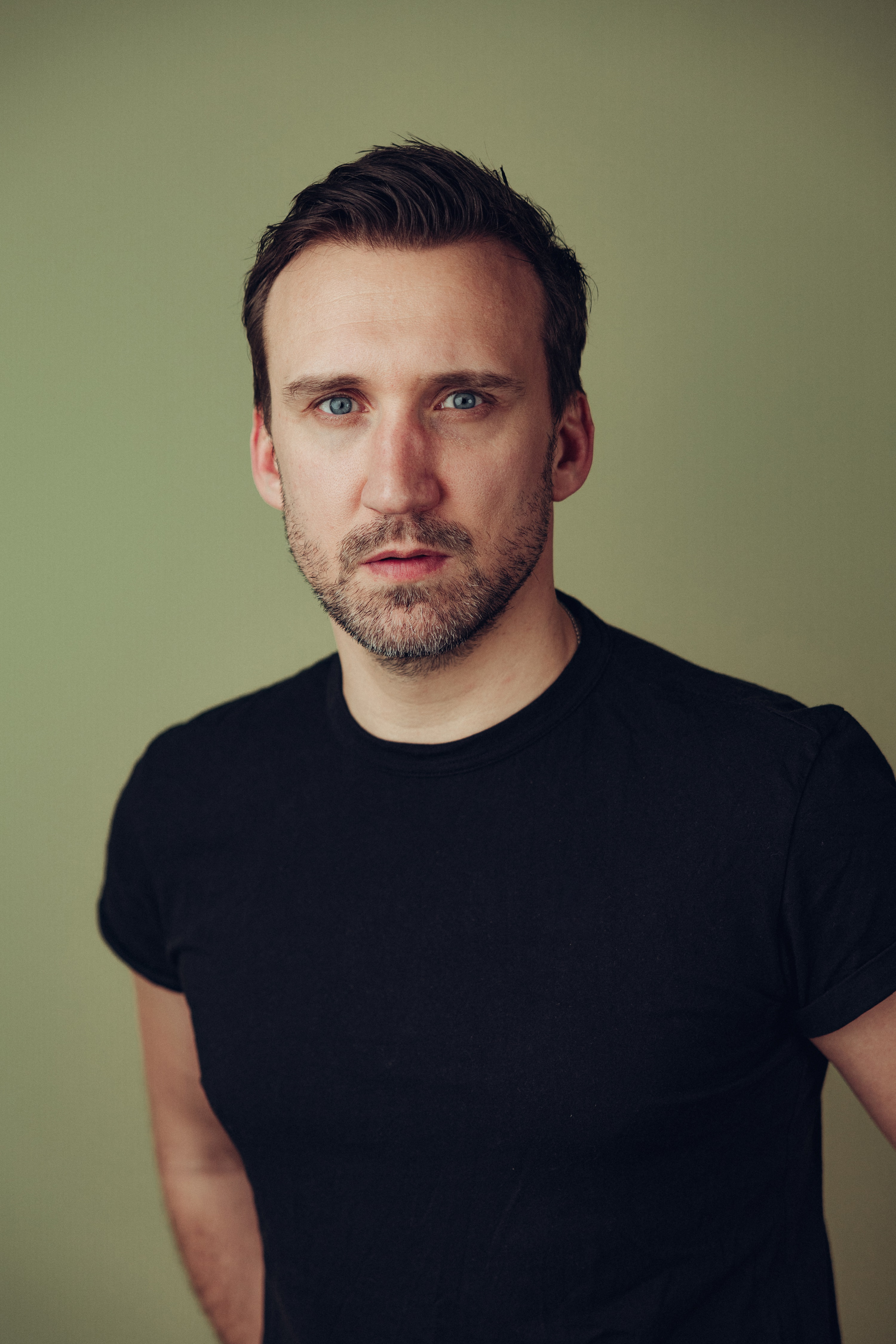
Thomas Lettow (2024)

Thomas Lettow (* 1986 in Königs Wusterhausen) ist ein deutscher Schauspieler.

## Leben
Thomas Lettow, aufgewachsen in Potsdam, begann im Alter von 6 Jahren mit dem Fußballtraining. Er wollte ursprünglich Profifußballer werden und spielte bis 2010 in der vierten Liga beim FSV Optik Rathenow in Brandenburg. Seine ersten Bühnenerfahrungen machte er während seines Zivildienstes bei einer freien Theatergruppe. Danach studierte er zunächst Kommunikations- und Filmwissenschaft in Berlin. Ein anschließendes Jobangebot bei einer PR-Agentur lehnte er jedoch ab und entschied sich für die Schauspielerei.
Sein Schauspielstudium absolvierte er von 2010 bis 2014 an der Hochschule für Musik und Theater Rostock.
Seit 2014 ist Lettow festes Ensemblemitglied am Residenztheater München (Bayerisches Staatsschauspiel). Zudem unterrichtet er an der Otto-Falckenberg-Schule den Schauspielnachwuchs. Lettow wirkte am Residenztheater München u. a. in Inszenierungen von Anne Lenk, Mateja Koležnik, Tina Lanik, Martin Kušej, Andreas Kriegenburg und Stefan Pucher mit. In der Spielzeit 2015/16 spielte er die Titelrolle in König Ödipus von Sophokles an der Seite von Sophie von Kessel und Hans-Michael Rehberg in einer Neuinszenierung der Regisseurin Mateja Koležnik. In Ulrich Rasches Räuber-Inszenierung, die 2017 auch zum Berliner Theatertreffen eingeladen wurde, verkörperte er den „diabolischen“ Moritz Spiegelberg. In der Spielzeit 2018/19 war er neben Katja Bürkle in der Titelrolle der Orest in Elektra von Hugo von Hofmannsthal.
2016 wurde Thomas Lettow mit dem Bayerischen Kunstförderpreis für seine Darstellung des Königs Ödipus ausgezeichnet. 2017 erhielt er den Förderpreis der Freunde des Residenztheaters.
Lettow übernahm gelegentlich auch einige Film- und TV-Rollen. In der 11. Staffel der ZDF-Serie Die Chefin (2020) spielte er den Handlanger und Security Guard eines tatverdächtigen Sauna-Klub-Besitzers. In der 35. Staffel der ZDF-Krimiserie SOKO München (2020) übernahm Lettow eine der Episodenrollen als tatverdächtiger Kleinkrimineller Matthias „Matze“ Seidler. In Countdown, der 90-minütigen Spielfilmepisode der Kriminalserie SOKO München, mit der die Serie nach rund 43 Sendejahren im Dezember 2020 eingestellt wurde, verkörperte Lettow einen Ermittler der Innenrevision.
Seit 2016 gestaltet er regelmäßig Lesungen im Literaturhaus München, u. a. aus Werken von Michael Ondaatje, Hanya Yanagihara, Jonathan Coe und aus der Neuübersetzung von James Baldwins Von dieser Welt. Lettow lebt in München.

## Theater (Auswahl)

### Residenztheater
- 2015: Drei Schwestern (als Tusenbach). Nach Anton Tschechow. Inszenierung: Tina Lanik
- 2015: König Ödipus (als Ödipus). Nach Sophokles. Inszenierung: Mateja Koležnik
- 2016: Die Räuber (als Spiegelberg). Nach Friedrich Schiller. Inszenierung: Ulrich Rasche
- 2016: Robin Hood (als Robin Hood). Von Angela Obst. Inszenierung: Robert Gerloff
- 2017: Macbeth (als Banquo). Nach William Shakespeare. Inszenierung: Andreas Kriegenburg
- 2018: Rückkehr in die Wüste[13] (als Mathieu). Von Bernard-Marie Koltès. Inszenierung: Amélie Niermeyer
- 2018: Don Karlos (als Domingo). Nach Friedrich Schiller. Inszenierung: Martin Kušej
- 2018: Der Spieler (als Alexej Iwanowitsch). Nach dem Roman von Fjodor Michailowitsch Dostojewski. Inszenierung: Regie: Andreas Kriegenburg
- 2019: Elektra[14] (als Orest). Nach Hugo von Hofmannsthal. Inszenierung: Ulrich Rasche
- 2019: Der eingebildete Kranke oder das Klistier der reinen Vernunft[15] (als Argan). Von PeterLicht nach Molière. Inszenierung: Claudia Bauer
- 2019: Sommergäste[16][17][18][19][20][21] (als Rjumin, Pawel Sergejewitsch). Von Maxim Gorki. Inszenierung: Joe Hill-Gibbins
- 2020: Das Erdbeben in Chili[22] (Ensemble). Nach der gleichnamigen Novelle von Heinrich von Kleist. Inszenierung: Ulrich Rasche
- 2020: Dantons Tod[23][24][25] (als Legendre/ Dillon, ein General). Nach Georg Büchner. Inszenierung: Sebastian Baumgarten
- 2021: Die Träume der Abwesenden[26] (als Nico, Sohn von Zwart). Nach Judith Herzberg. Inszenierung:  Stephan Kimmig
- 2022: Die Affäre Rue de Lourcine (als Lenglumé, Rentier). Von Eugène Labiche. Inszenierung: András Dömötor
- 2022: Spiel des Lebens – Die Kareno-Trilogie: «An des Reiches Pforten» – «Spiel des Lebens» – «Abendröte»[27][28][29][30][31] (als Vogelausstopfer/ Thy). Nach Knut Hamsun. Inszenierung: Stephan Kimmig
- 2022: Tartuffe oder das Schwein der Weisen[32] (als Damis). Von PeterLicht nach Molière. Inszenierung: Claudia Bauer (Übernahme vom Theater Basel)
- 2022: Agamemnon[33] (als Agamemnon / Chor). Nach Aischylos. Inszenierung: Ulrich Rasche, Residenztheater München und Athen- und Epidaurus-Festival (AEF)
- 2023: Antigone[34] (als Royalist). Nach Sophokles und  Slavoj Žižek. Inszenierung: Mateja Koležnik
- 2023: Andersens Erzählungen[35] (als Edvard Collin, Bräutigam, Andersens Jugendfreund / Prinz). Nach Hans Christian Andersen. Inszenierung: Jherek Bischoff, Jan Dvořák und Philipp Stölzl
- 2024: Moby Dick[36] (als Walfänger und Schmied). Nach Herman Melville. Inszenierung: Stefan Pucher
- 2024: Eine Zierde für den Verein – vom Rauchen, Sporteln, Lieben und Verkaufen[37] (als Gustl). Nach dem Roman von Marieluise Fleißer. Inszenierung: Elsa-Sophie Jach
- 2025: Salome[38] (als Junger Konservativer). Nach Oscar Wilde in einer Bearbeitung von Jarosław Murawski. Inszenierung: Ewelina Marciniak
- 2025: Romeo und Julia[39] (als Tybalt). Von William Shakespeare. Inszenierung: Elsa-Sophie Jach
- 2025: Kasimir und Karoline[40] (als Schürzinger). Von Ödön von Horváth. Inszenierung: Barbara Frey

## Filmografie (Auswahl)
- 2016: Grüße aus Fukushima
- 2017: Hubert und Staller: Der Räucherschorsch dreht durch (Fernsehserie, eine Folge)
- 2020: Die Chefin: Wetten, dass... ? (Fernsehserie, eine Folge)
- 2020: SOKO München: Tod am Bauzaun (Fernsehserie, eine Folge)
- 2020: SOKO München: Countdown (Fernsehserie, eine Folge)
- 2021: München Mord: Das Kamel und die Blume (Fernsehreihe)
- 2021: Kitz (Fernsehserie)
- 2022: Unter der Welle (Kurzfilm)
- 2017: Hubert ohne Staller: Ruhe unsanft (Fernsehserie, eine Folge)
- 2024: Sonnenplätze (Kinofilm, Regie: Aaron Arens)

## Hörspiele (Auswahl)
- 2019: Angela Obst: Robin Hood (als Robin Hood) – Regie: Kilian Leypold (Hörspielbearbeitung, Kinderhörspiel – BR/Residenztheater München)